# غرينغو

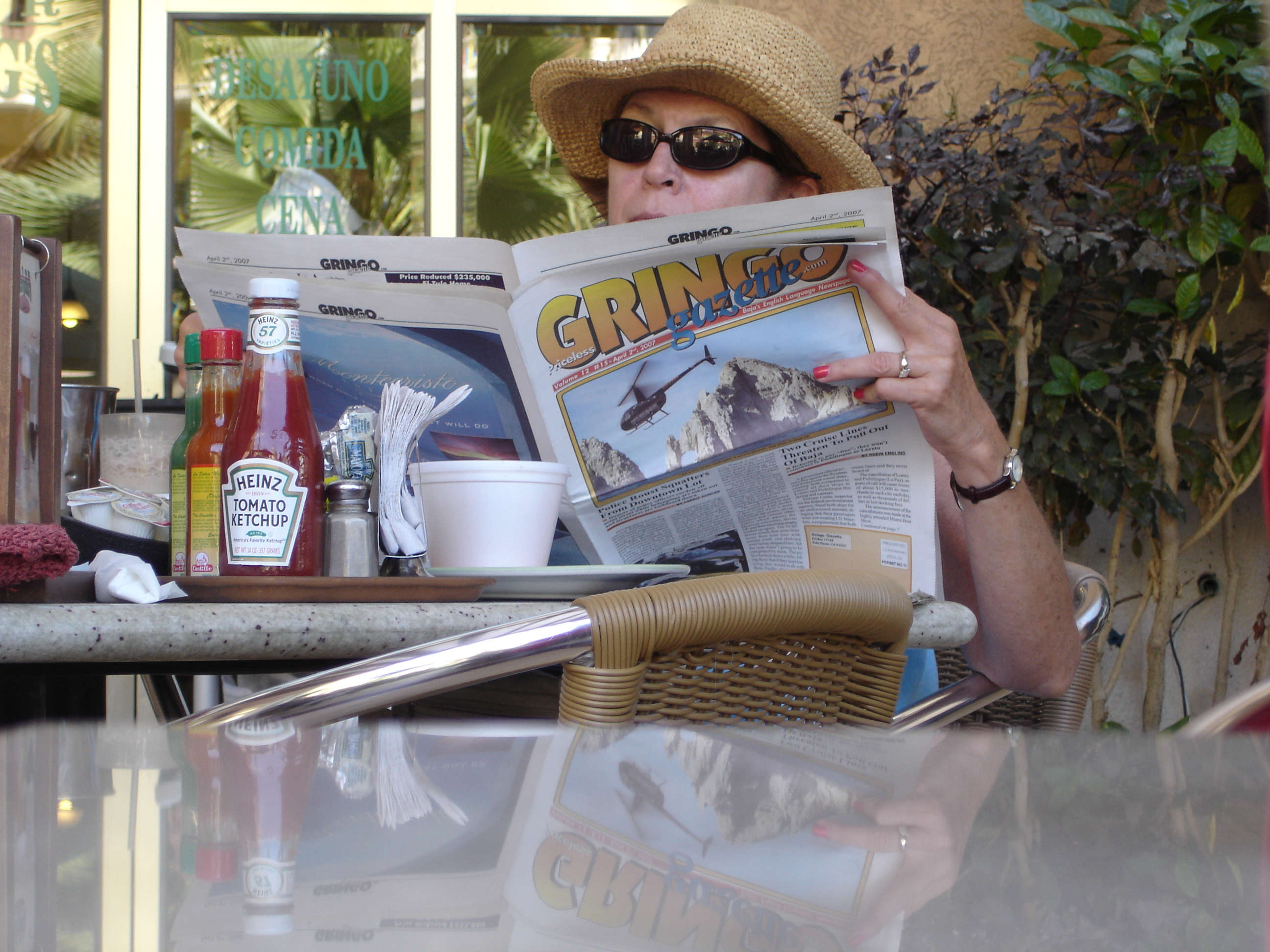
جريدة غرينغو غازيت، الموجهة إلى القراء الأمريكيين المغتربين في المكسيك.

يستعمل مصطلح غرينغو (Gringo) في اللغتين الأسبانية والبرتغالية بمعاني مختلفة، يعتبره المتكلمون بالإنجليزية استخفافا وانتقاصا بهم. المصطلح يشير بشكل عام إلى كل من يتكلم لغة لا يفهمها المتكلمين بالإسبانية وبشكل خاص موجهة إلى الأمريكيين، والكنديين، والبريطانيين، والأستراليين. بينما في المكسيك وهندوراس وإكوادور وبيرو وشيلي وكولومبيا وفينزويلا المصطلح يشير حصريا إلى مواطني الولايات المتحدة.

## أصل المصطلح
يعتقد أن المصطلح أصله من معركة ال الامو، حيث ارتدى الجنود الأمريكيون لباسًا أخضر وكان المكسيكيون يهتفون : Green Go! ارحلو أيها الخضر!، وتحولت الكلمة إلى غرينغو Gringo.